# Scotoecus hirundo
Scotoecus hirundo är en fladdermusart som först beskrevs av De Winton 1899.  Scotoecus hirundo ingår i släktet Scotoecus och familjen läderlappar. Inga underarter finns listade i Catalogue of Life.
Vuxna exemplar blir utan svans 49 till 65 mm långa, svanslängden är 28 till 40 mm och vikten varierar mellan 8 och 15 g. Denna fladdermus har 28 till 40 mm långa underarmar, bakfötter som är 8 till 10 mm långa och 9 till 14 mm stora öron. Hannar är allmänt lite större än honor. På ovansidan förekommer chokladbrun eller annan brun päls. Håren kan vara ljusare vid roten eller de har en enhetlig färg. Undersidan har en ljusgrå, ljusbrun eller vitaktig färg. Vanligen är bröstet ljusast. Den breda nosen är nästan naken. Kraniet är lite avplattad men inte lika tydlig som hos Scotoecus albofuscus. De 32 tänder i tanduppsättningen fördelar sig enligt tandformeln I 1/3, C 1/1, P 2/2, M 3/3. Den diploida kromosomuppsättning har 30 kromosomer (2n=30) men andra genetiska egenskaper varierar mellan olika populationer.
Denna fladdermus förekommer i västra, centrala och östra Afrika från Senegal till Etiopien och sedan söderut till Moçambique och östra Angola. Arten hittades bland annat i mindre trädansamlingar, i skogar i bergstrakter och i savannen. Individerna vilar bland annat i byggnader.
För beståndet är inga hot kända och hela populationen antas vara stor. IUCN kategoriserar arten globalt som livskraftig.